# Fumble (album)
Cet article concerne le cinquième album de Scream. Pour la perte du ballon au football américain, voir Fumble.
Albums de Scream
Your Choices Live Series Vol. 10
(1990) Live at the Black Cat
(1998)
Fumble est le cinquième album du groupe hardcore américain Scream, enregistré en décembre 1989 aux Studios Inner Ear à Arlington, en Virginie, et sorti en juillet 1993 sur le label Dischord. 
Ce disque met en valeur la nouvelle identité du groupe à travers des sonorités davantage post-hardcore influencées par Bad Brains, mais il permet également au batteur Dave Grohl d'expérimenter ses premières compositions. À ne pas confondre avec l'expression américaine sportive, utilisée afin de désigner la perte du ballon par un joueur en ayant eu la possession.

## Liste des pistes
Toutes les chansons sont composées et écrites par Scream.
1. Caffeine Dream - 3:14
2. Sunmaker - 4:48
3. Mardi Gras - 3:51
4. Land Torn Down - 3:59
5. Gods Look Down - 4:18
6. Crackman - 5:43
7. Gas - 4:37
8. Dying Days - 5:22
9. Poppa Says - 4:12
10. Rain - 4:37

- Crackman n'apparaît pas sur la version CD[2].

## Membres
- Scream
  - Peter Stahl - chant, mixage
  - Franz Stahl - guitares, voix, mixage
  - Skeeter Thompson - basse, chant
  - Dave Grohl - batterie, chant sur "Gods Look Down"
- Eli Janney - producteur, mixage
- Tomas Squip - photographie